# Burg Kreuzberg (Rheinland-Pfalz)

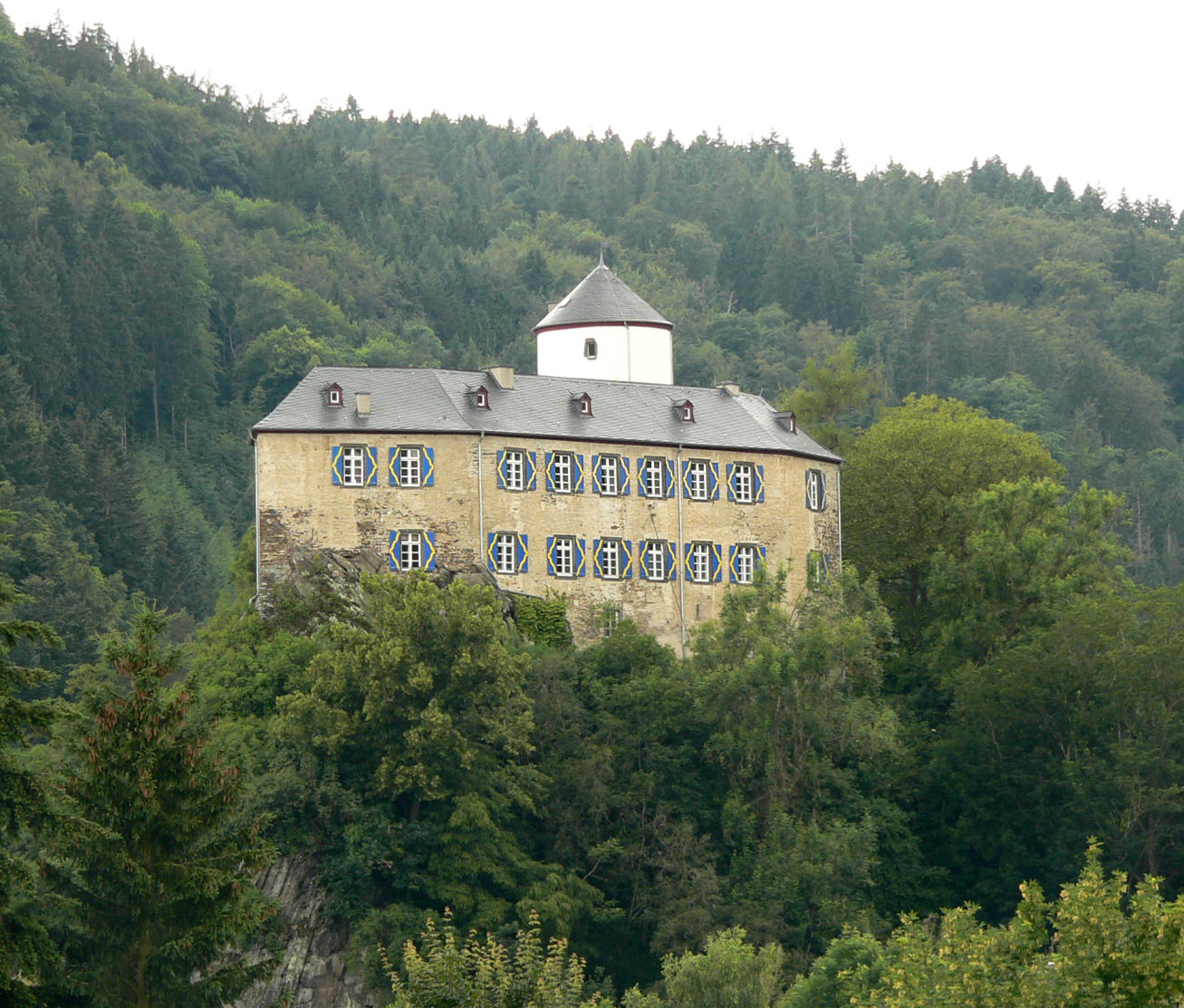
Burg Kreuzberg von Westen

Die Burg Kreuzberg ist eine Höhenburg steht auf einem kleinen, dreieckigen Felsplateau oberhalb des Altenahrer Ortsteils Kreuzberg. Seit 1820 ist sie Wohnsitz der Familie von Boeselager und die einzige bewohnte Burg im Ahrtal. Als Privatbesitz ist sie – mit Ausnahme der Burgkapelle – nicht für die Öffentlichkeit zugänglich.

## Architektur

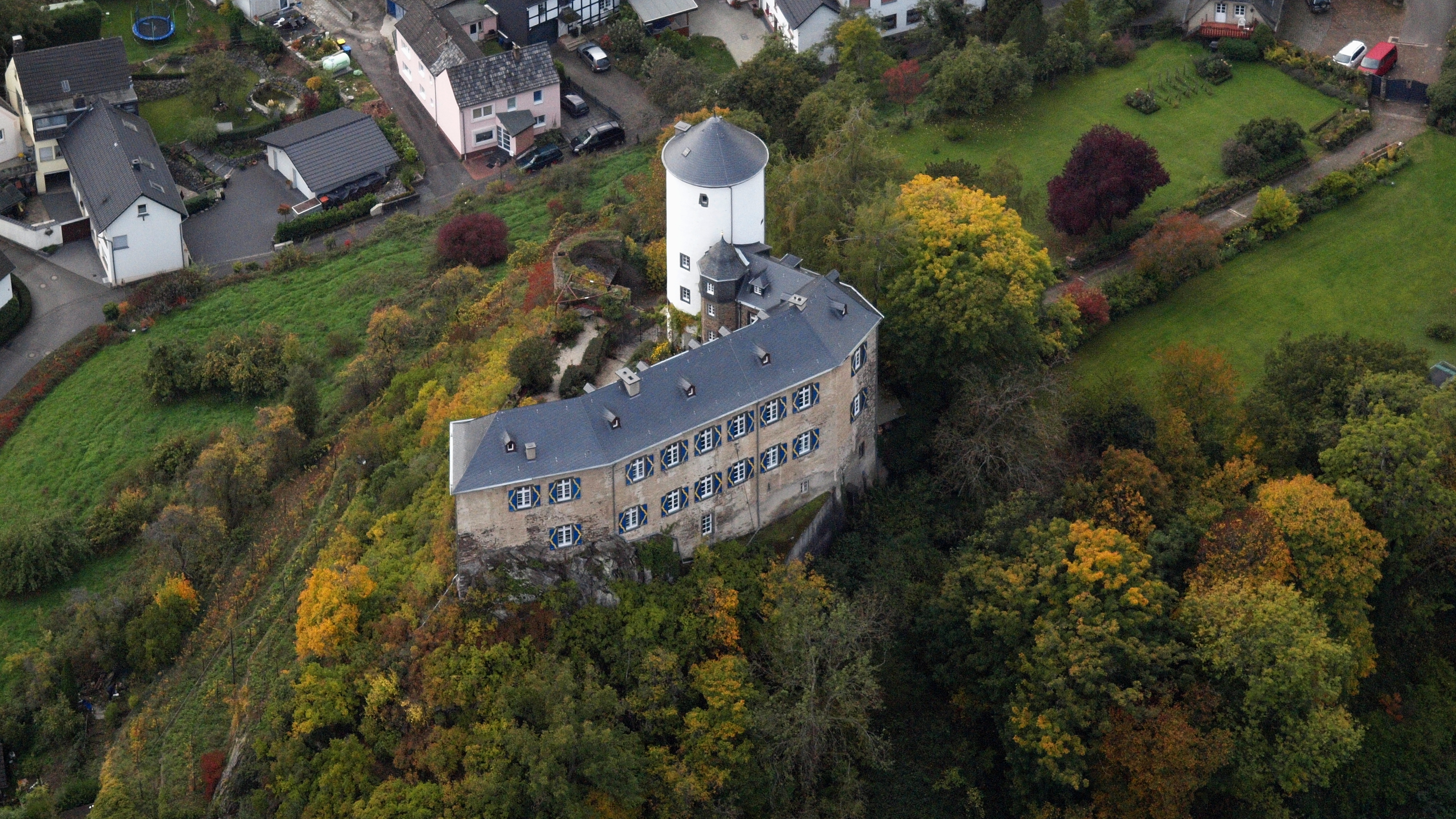
Burg Kreuzberg (Rheinland-Pfalz) aus östlicher Richtung, Luftaufnahme (2015)

Die Burganlage besteht aus der Kernburg und einer Kapelle sowie Wirtschaftsgebäuden aus dem 18. Jahrhundert, die westlich der Hauptburg liegen. Das Burgareal ist von einer Ringmauer umgeben, die neben der Kernburg eine Gartenanlage umschließt und möglicherweise früher auch eine Vorburg schützte.

### Kapelle
Die katholisch geweihte Burgkapelle im Stil des Spätbarocks ist dem Heiligen Antonius gewidmet. Der Bau mit Polygonalchor wird durch Fenster an seiner Längsfront in drei Achsen unterteilt. Die südliche Front mit dem rundbogigen Eingangsportal besitzt einen bis in den Giebel reichenden Risalit. Der Innenraum wird von einem Tonnengewölbe aus Holz überspannt. An der West-Empore findet sich das Wappen der Familie von der Heyden, genannt Belderbusch mit einer Datierung von 1783.

### Kernburg

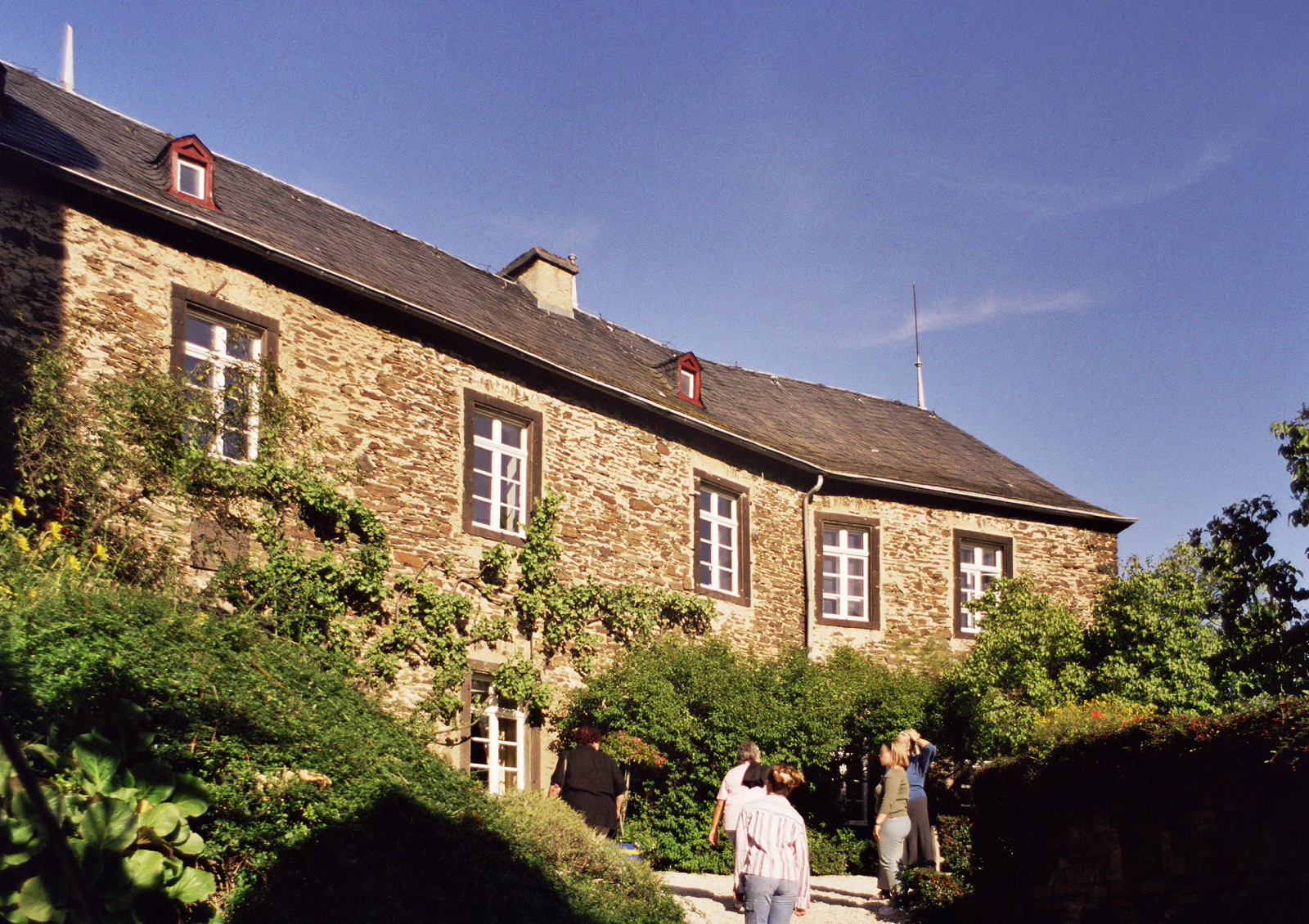
Wohnbau der Burg Kreuzberg

Die Kernburg erhebt sich auf einem nahezu dreieckigen Grundriss und folgt damit der Beschaffenheit der künstlichen Burgplateaus. Das Areal wird von der inneren Ringmauer umschlossen.
An der Ostseite steht der runde, weiß verputzte Bergfried mit einem stumpfen Kegelhelm, der von einer Wetterfahne mit der Jahreszahl 1781 bekrönt wird. Seine Aufgabe war es, das unmittelbar benachbarte Eingangstor zum Innenhof zu schützen. Der Turm springt etwa zur Hälfte aus der inneren Ringmauer hervor. Dem Bergfried schließt sich nördlich ein kurzer Verbindungstrakt zum Wohnbau an der Nordseite an. Seine Geschosse sind über einen sechseckigen Treppenturm mit geschweifter Haube erschlossen.
An der Nordseite des Kernburgareals steht der barocke, zweigeschossige Wohnbau aus Bruchsteinen. Seine Fassade weist zwei Knicke auf, die wahrscheinlich dem Umstand geschuldet sind, dass die mittelalterliche Ringmauer die äußere Form des Gebäudes vorgab. Über der Eingangstür des Bauwerks findet sich eine Lavaplatte mit Jahreszahlen und den Wappen der Familien von Bernsau sowie von der Heyden, welche die Bautätigkeiten der Burgherren im 18. Jahrhundert bezeugt.
Der Wohnbau enthält – obwohl erst im 18. Jahrhundert errichtet – mit Sicherheit mittelalterliche Bausubstanz, worauf auch seine großen Mauerstärken hinweisen.
Im Süden wird die Kernburg von einer Ringmauer in Brüstungshöhe begrenzt. Sie weist die Ansätze von sieben Fenstern auf, die zu einem Gebäude gehörten, das dort früher einmal stand. Wann dieser Bau abgerissen wurde, ist bisher unbekannt.

## Geschichte
Kreuzberg wurde als Cruceberg urkundlich erstmals 893 im Prümer Urbar erwähnt. Um 1100 kam die Siedlung an die Grafen von Are, die auf dem Kreuzberg ein erstes Wohnhaus für einen ihrer Verwalter erbauen ließen. Erzbischof Konrad von Are-Hochstaden belehnte Kuno von Vischenich (auch Cuno/Cono/Conz von Fischenich), Ritter und Schenk des Kölner Erzstiftes, mit Kreuzberg und gestattete ihm, auf dem Berg eine feste Burg zu errichten, deren Bau er finanziell unterstützte.
Nach Fertigstellung der Burg trugen Kuno und seine Frau Guda die Burg dem Erzbistum Köln im April 1343 zu Lehen auf und wurden im Gegenzug wieder damit belehnt. Burg Kreuzberg war damit in der nachfolgenden Zeit ein Offenhaus der Kölner Erzbischöfe.
Noch im gleichen Jahr der Lehnsübertragung verstarb Kuno von Vischenich, ohne Nachkommen hinterlassen zu haben. Herrschaft und Burg gingen an seine Witwe Guda, die 1346 Konrad von Schöneck heiratete und den Besitz damit an seine Familie brachte.
Oft wird in der kunsthistorischen Literatur angegeben, dass der Bergfried der Burg während des 15. Jahrhunderts errichtet wurde. Es ist jedoch gut möglich, dass dieser Teil der Burg Kreuzberg zum ältesten Teil der Anlage gehört und damit aus dem 14. Jahrhundert stammt.
Zu Beginn des 15. Jahrhunderts waren Burg und Herrschaft Kreuzberg zweigeteilt. Den Besitz teilten sich 1415 Johann von Bachem und Nikolaus von Are, so dass die Burg zu einer Ganerbenburg wurde. Beide Anteile wechselten in den nächsten rund 240 Jahren oft die Besitzer. Darunter waren unter anderem die Familien von Gymnich, von Nesselrode, von Flodorf, von Peppenhoven, von Königsdorf und von der Leyen.
1659 konnte Johann Arnold Quadt von Wickrath, dem durch seine Frau Anna von Flodorf eine Hälfte der Burg gehörte, den Besitz wieder in einer Hand vereinen. Er erwarb den anderen Teil der Herrschaft – und damit der Burg – für 4444 Reichstaler von Hugo Ernst von der Leyen. Doch er konnte sich nicht allzu lang an seinem Besitz erfreuen. 1686 zerstörten französische Truppen die Burg.

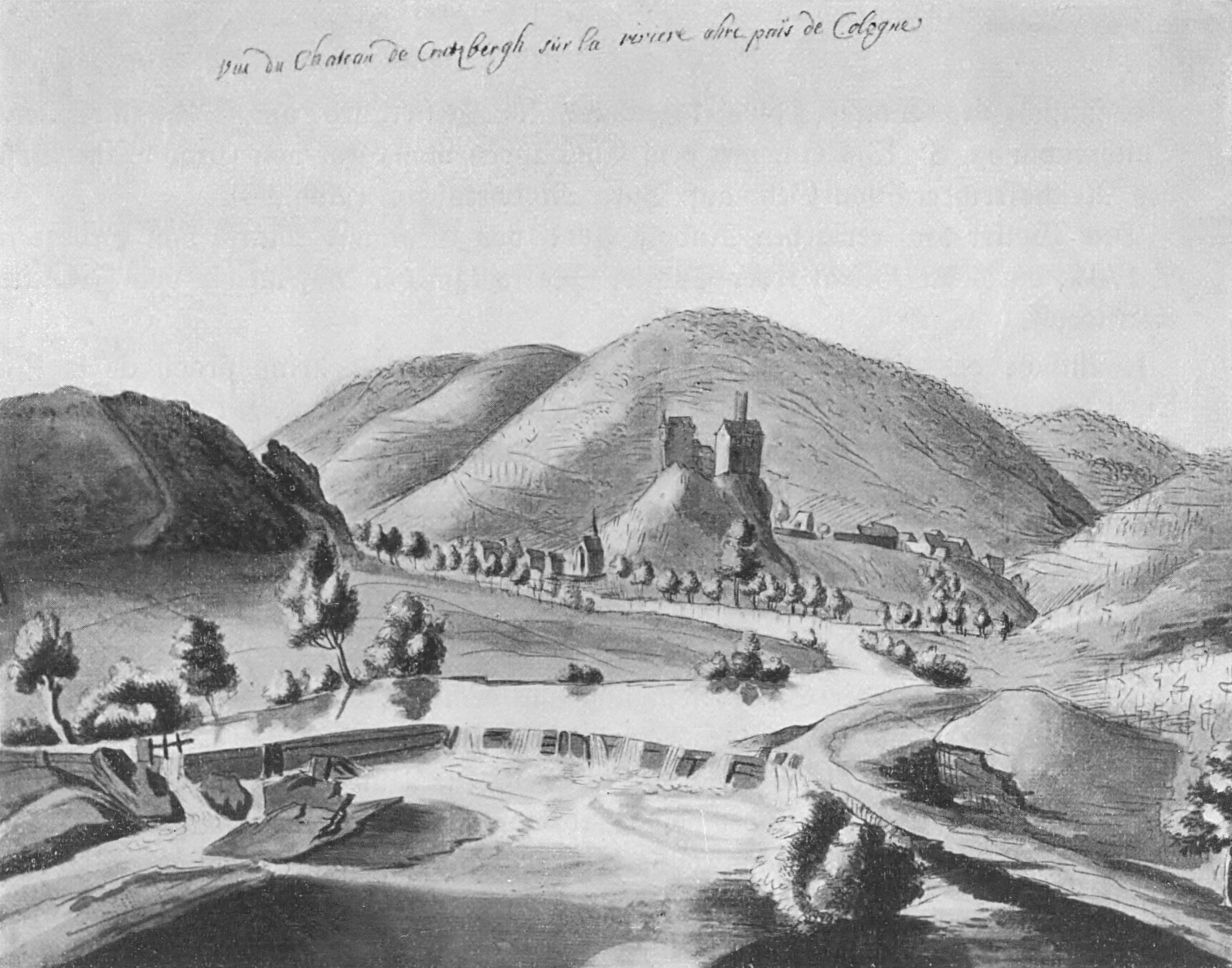
Burg Kreuzberg auf einer Tuschezeichnung von Renier Rodikin 1725

Johann Arnolds Sohn Vincenz starb 1697 kinderlos, so dass Kurköln das Lehen anschließend an den Gouverneur der erzbischöflichen Residenz in Bonn, Philibert von Chabot, Graf von St. Maurice, vergab. Dieser verkaufte das Anwesen 1699 an den kurkölnischen Amtmann von Brühl, Freiherr Wilhelm Wierich Dietrich von Bernsau zu Schweinheim. Nachdem dieser 1709 ohne männliche Nachkommen verstorben war, zog Kurköln den Besitz als erledigtes Mannlehen ein, doch Wilhelms Witwe klagte dagegen erfolgreich vor dem Reichskammergericht und erhielt die Burg zugesprochen. Durch ihre älteste Tochter Maria Anna kam die Anlage an deren Ehemann Graf Carl Martin Ferdinand von Satzenhofen. Das Paar ließ 1760 den Wohnbau der Burg neu errichten. Zu jener Zeit existierte auch ein Bau an der Südseite der Kernburg, der auf einer Tuschezeichnung des wallonischen Künstlers Renier Roidkin von 1725 deutlich zu sehen ist.
Maria Annas Tochter Amalie wurde 1769 mit Kreuzberg belehnt, aber das Lehen war wenige Jahre später derart verschuldet, dass es zwangsversteigert wurde. Für 13.900 Reichstaler erwarb es im Juli 1780 Graf Caspar Anton von der Heyden, genannt Belderbusch, der Lebensgefährte von Amalies Schwester Caroline. Er ließ nicht nur den alten Bergfried mit einem neuen Dach versehen (1781), sondern initiierte 1783 auch den Bau der heutigen Burgkapelle am westlich gelegenen Eingang des Burgberings. Eine zur Burg gehörige Kapelle ist urkundlich schon seit 1485 nachweisbar. Der gotische Kirchenbau stand am Fuße des Burgbergs an der Ahr und ist auf Zeichnungen Roidkins gut zu erkennen.
Belderbuschs Tochter war mit einem Freiherrn von Boeselager verheiratet und brachte die Burg 1820 an diese Familie, die sie vorwiegend als Jagdschloss nutzte. Gottfried Kinkel beschrieb sie 1849 in seinem Buch Die Ahr als ein „schmucke[s] weiße[s] Schlößchen“, was bedeutet, dass die Burg zu jener Zeit komplett weiß verputzt gewesen sein muss.
Während des Zweiten Weltkriegs dienten die Kellerräume der Burg der örtlichen Bevölkerung als Luftschutzkeller. Die Anlage selbst überstand die Wirren des Krieges unzerstört.
In den 1950er Jahren errichteten die Eigentümer Philipp Freiherr von Boeselager und Rosa Maria, geb. Gräfin von Westphalen zu Fürstenberg einen kurzen Verbindungstrakt zwischen Wohnbau und Bergfried, um den Turm zu Wohnzwecken nutzen zu können. Die Innenräume des Bergfrieds wurden zu diesem Zweck umgestaltet, ehe er 1982 einen neuen Verputz erhielt. Aktueller Burgherr ist der Malteserritter Albrecht Freiherr von Boeselager.